# Diego Souza (ur. 1984)
Diego de Souza Gama Silva (ur. 22 marca 1984) – brazylijski piłkarz występujący na pozycji pomocnika.

## Kariera klubowa
Od 2002 roku występował w klubach SE Palmeiras, Joinville, Vissel Kobe, Kashiwa Reysol, Tokyo Verdy, Kyoto Sanga FC, Vegalta Sendai, Portuguesa, Lobos BUAP, América, Montedio Yamagata, Volta Redonda i Taboão da Serra.